# Oboronia staudingeri
Oboronia staudingeri är en fjärilsart som beskrevs av Arthur Francis Hemming 1960. Oboronia staudingeri ingår i släktet Oboronia och familjen juvelvingar. Inga underarter finns listade i Catalogue of Life.